# Martin Horbas
Martin Horbas (* 1. října 1934, Vimperk) je bývalý československý fotbalový rozhodčí.
V československé lize působil v letech 1968-1980. Řídil celkem 134 ligových utkání. Jako mezinárodní rozhodčí řídil v roce 1977 jedno mezistátních utkání. V evropských pohárech řídil v roce 1977 v Poháru UEFA 1 utkání. V letech 1973 a 1975 řídil první finalové utkání Československého poháru.